# 鮑克西特鎮區 (阿肯色州薩林縣)
鮑克西特鎮區（英語：Bauxite Township）是位於美國阿肯色州薩林縣的一個行政鎮區。

## 地方資料
鮑克西特鎮區的面積為108.83平方千米，當中陸地面積為105.92平方千米，而水域面積為2.91平方千米。根據2010年美國人口普查的數據，當地共有人口31981人，而人口密度為每平方千米293.86人。